# Sèvres
Sèvres je jugozahodno predmestje Pariza in občina v osrednjem francoskem departmaju Hauts-de-Seine regije Île-de-France. Leta 1999 je imelo naselje 22.534 prebivalcev.
Naselje je poznano po tamkajšnji izdelavi porcelana.

## Administracija
Sèvres je sedež istoimenskega kantona, slednji je vključen v okrožje Boulogne-Billancourt.

## Zgodovina
10. avgusta 1920 je bil v Sèvresu podpisan mirovni sporazum med silami Antante in Osmansko državo.

## Zanimivosti
- Pavillon de Breteuil; stavba, zgrajena znotraj parka nekdanjega kraljevega dvorca Château de Saint-Cloud leta 1672. V njej se od leta 1875 nahaja Mednarodni urad za uteži in mere, s sporazumom s francosko vlado 1969 smatran kot mednarodno ozemlje (enklava).
- Musée national de céramique de Sèvres;

## Pobratena mesta
- Maracineni (Romunija),
- Mount Prospect (Illinois, ZDA),
- Wolfenbüttel (Nemčija).